# Pyxis (Liturgie)

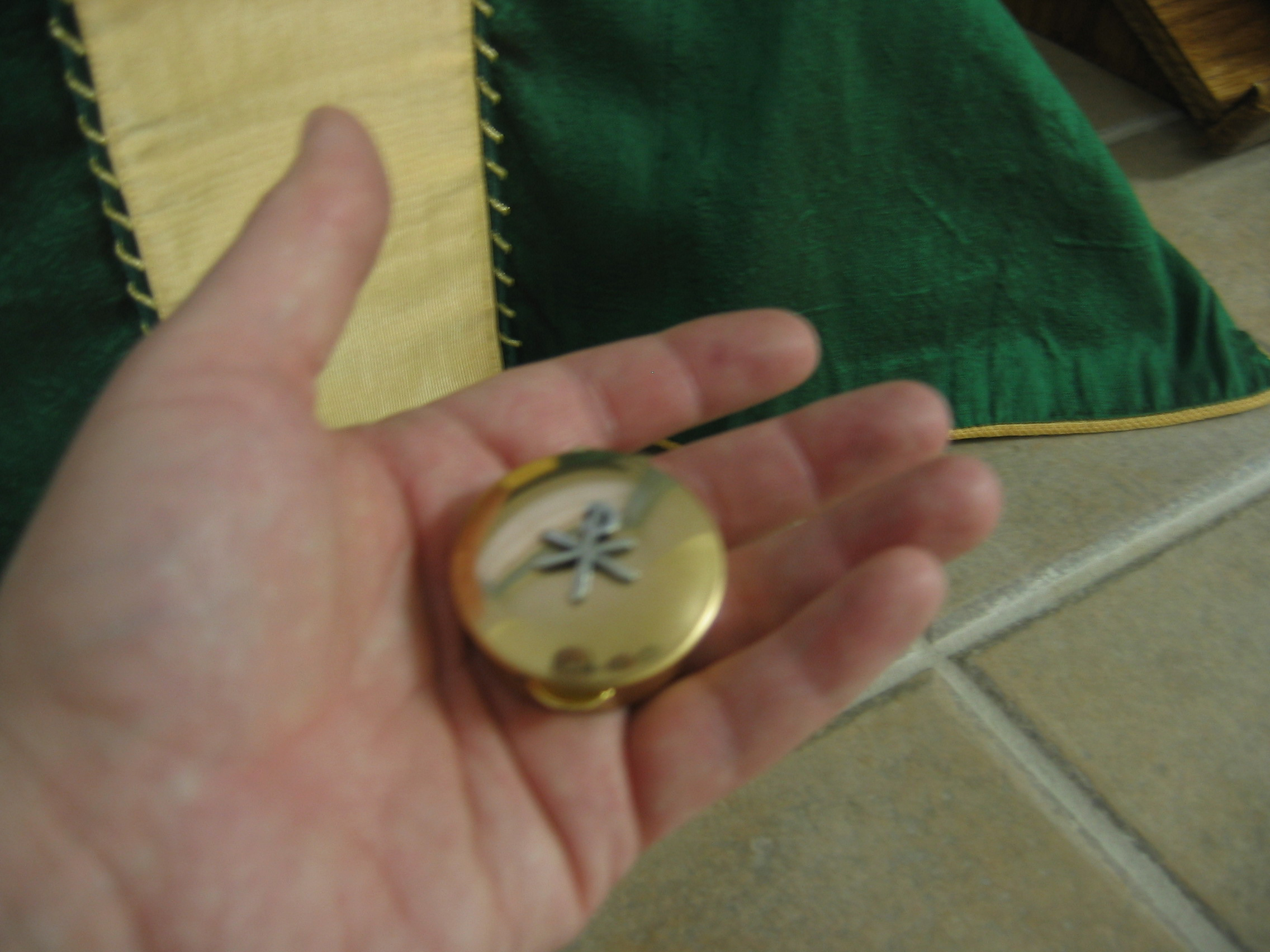
Pyxis

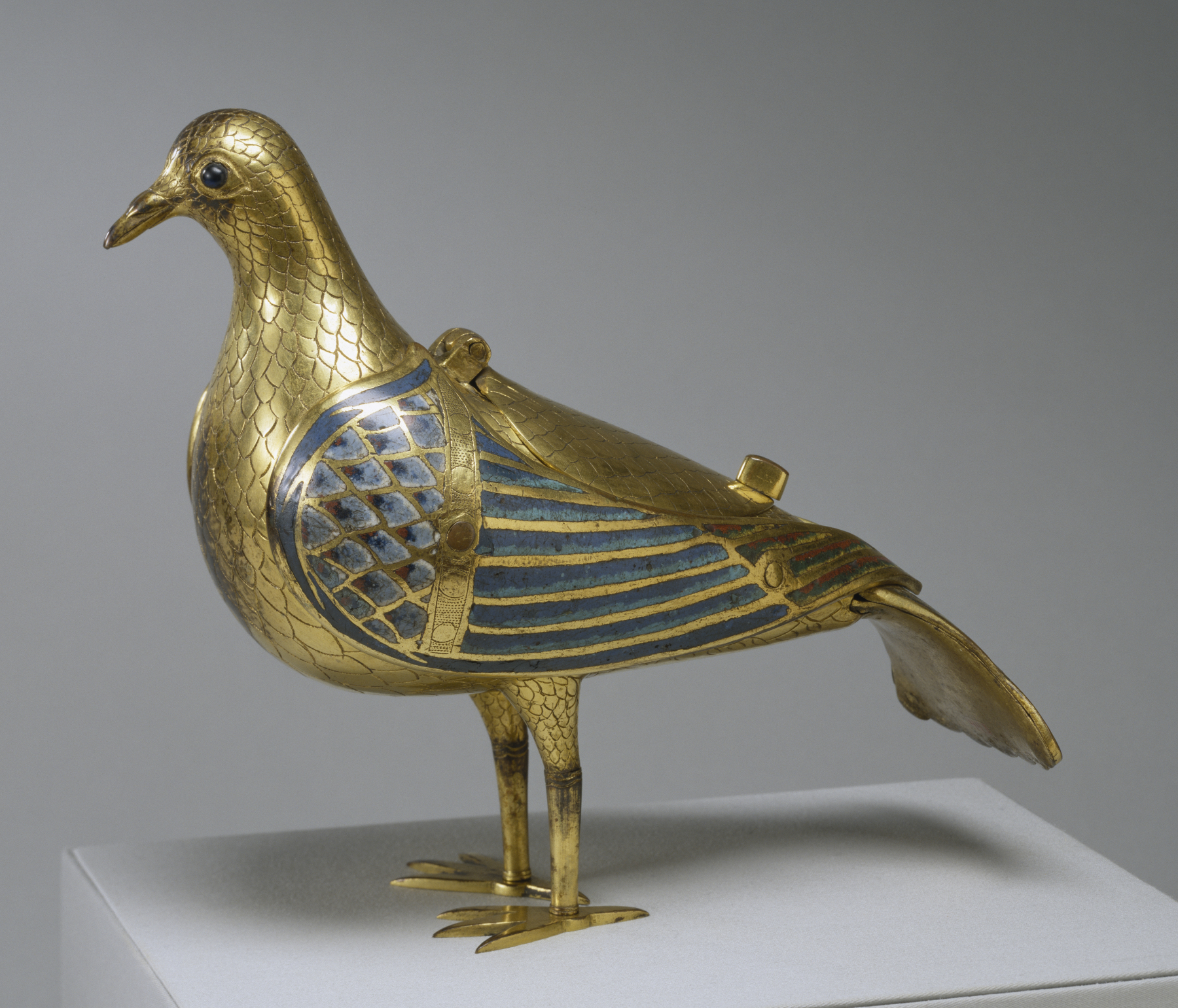
Hostientaube aus Kupfer mit Einlegarbeiten aus Limoges-Email

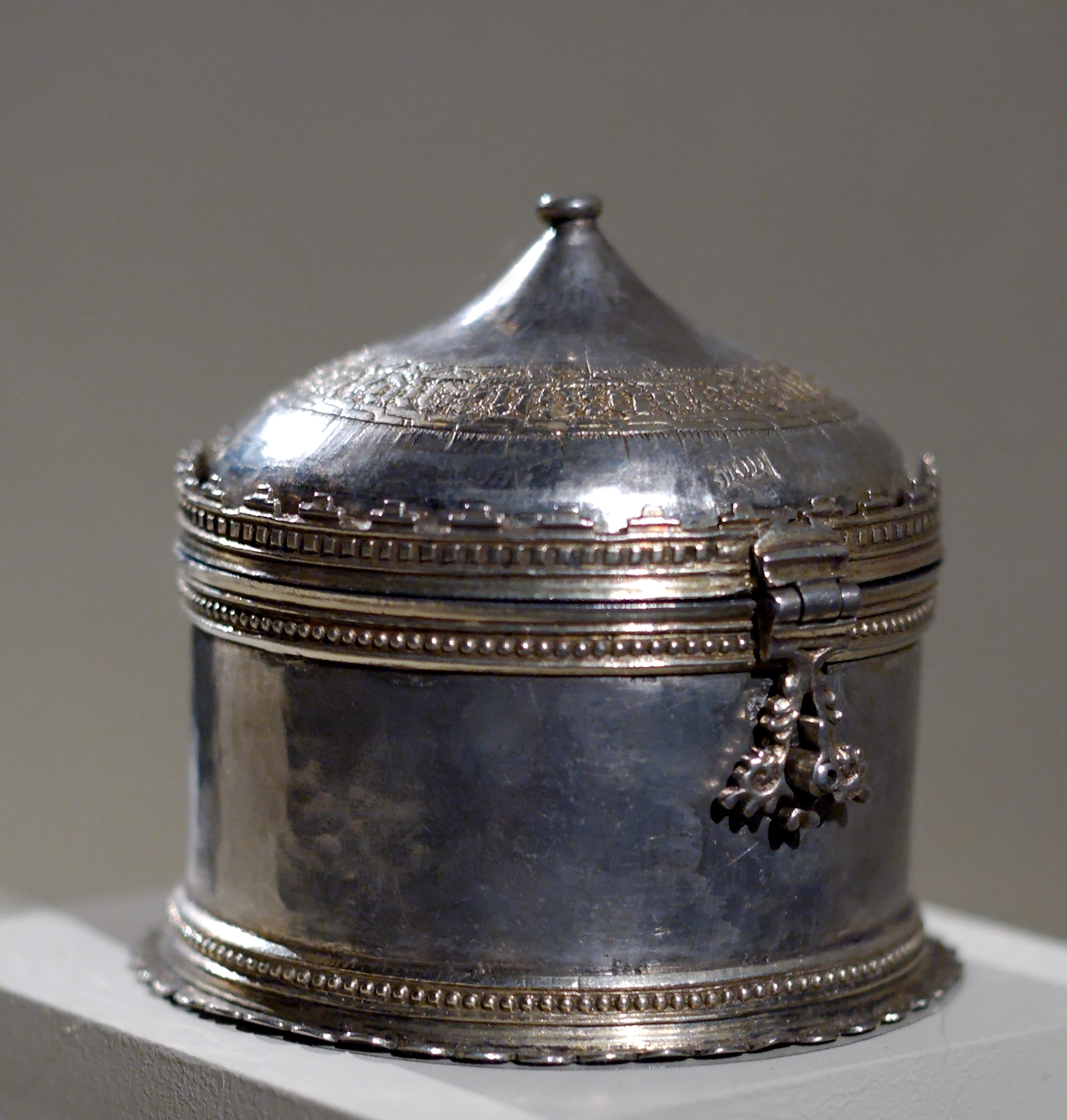
Silberne Pyxis aus Südfrankreich oder Spanien mit vergoldeten Verzierungen, 15. Jh., Musée de Cluny.

Eine Pyxis ist ein kleines liturgisches Gefäß, in dem konsekrierte Hostien im Tabernakel für die Spendung der Kommunion aufbewahrt werden, oder das der Priester oder der Kommunionhelfer für die Krankenkommunion oder Sterbekommunion (Viaticum) mit sich führt.
Die Pyxis ist oftmals als eine kostbar verzierte, metallene, innen vergoldete Dose ausgeführt.
In der Vergangenheit hatte die Pyxis bisweilen die Gestalt eines Turms als einer künstlerischen Nachbildung des Heiligen Grabes, fast immer jedoch ein zylindrisches Aussehen. Sie war mit einem zeltartigen Deckel versehen und oft mit Reliefs geschmückt. Ebenfalls erhalten sind kostbare, so genannte Hostientauben, deren Form auf den Heiligen Geist in Gestalt einer Taube anspielen.

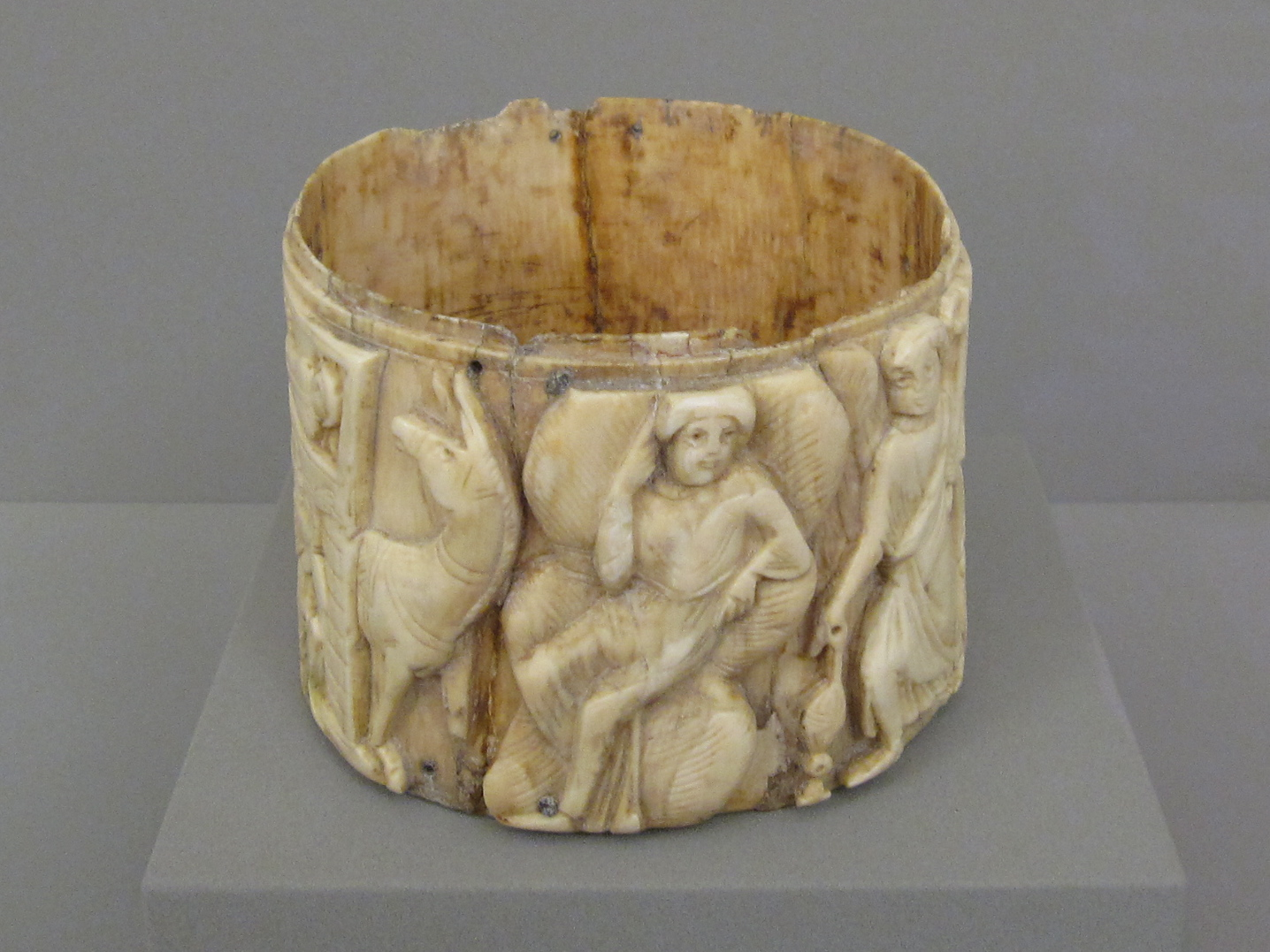
Pyxis mit Szene aus dem Leben Marias. Oströmisches Reich, Ende des 5./Anfang des 6. Jh. im Museum für Byzantinische Kunst.

Aus der Spätantike sind Pyxiden aus Elfenbein bekannt. Die christlichen Motive, die als Relief in das Elfenbein geschnitzt wurden, deuten auf die liturgische Verwendung hin. Ein im Kunsthistorischen Museum in Wien ausgestelltes Elfenbeingefäß, das wahrscheinlich aus Trier stammt, gilt als karolingische Kopie nach einem spätantiken Vorbild. Es trägt im Relief die im Zentrum thronende Mutter Gottes mit dem Jesuskind und stellt die Anbetung des Kindes durch die drei Magier („Heilige Drei Könige“) dar.